# 疏花岩黄耆
疏花岩黄耆（学名：Hedysarum alpinum ssp. laxiflorum）为豆科岩黄耆属下的一个亚种。

## 扩展阅读
- 維基物種上的相關：疏花岩黄耆